# キンチョール

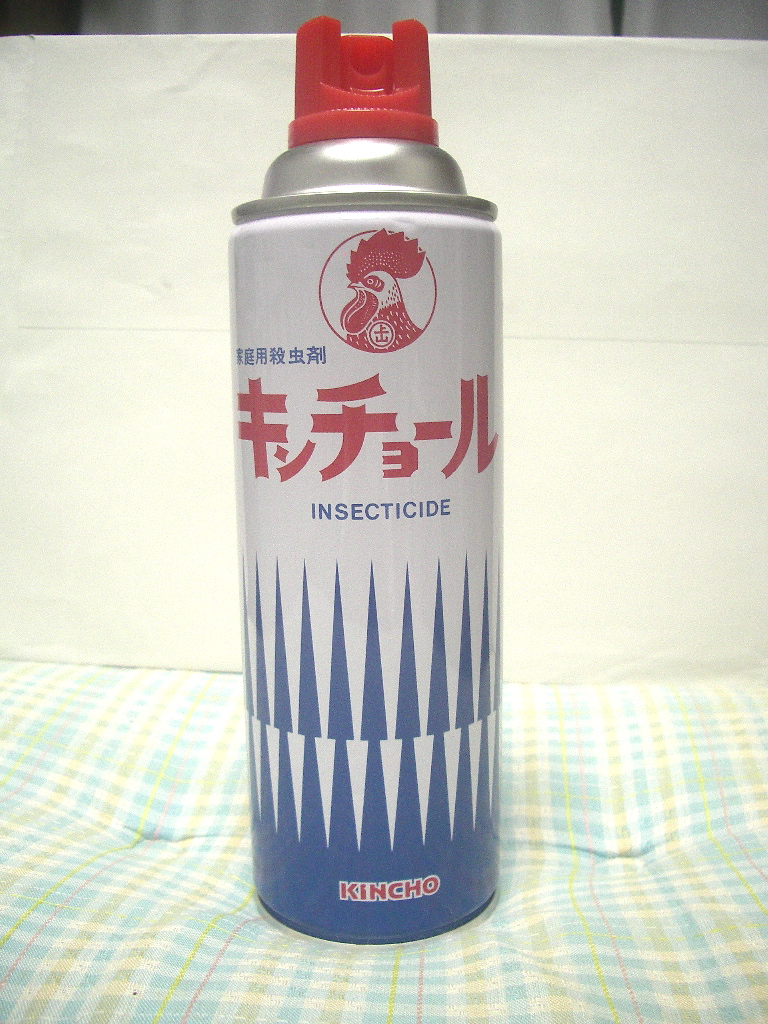
キンチョール

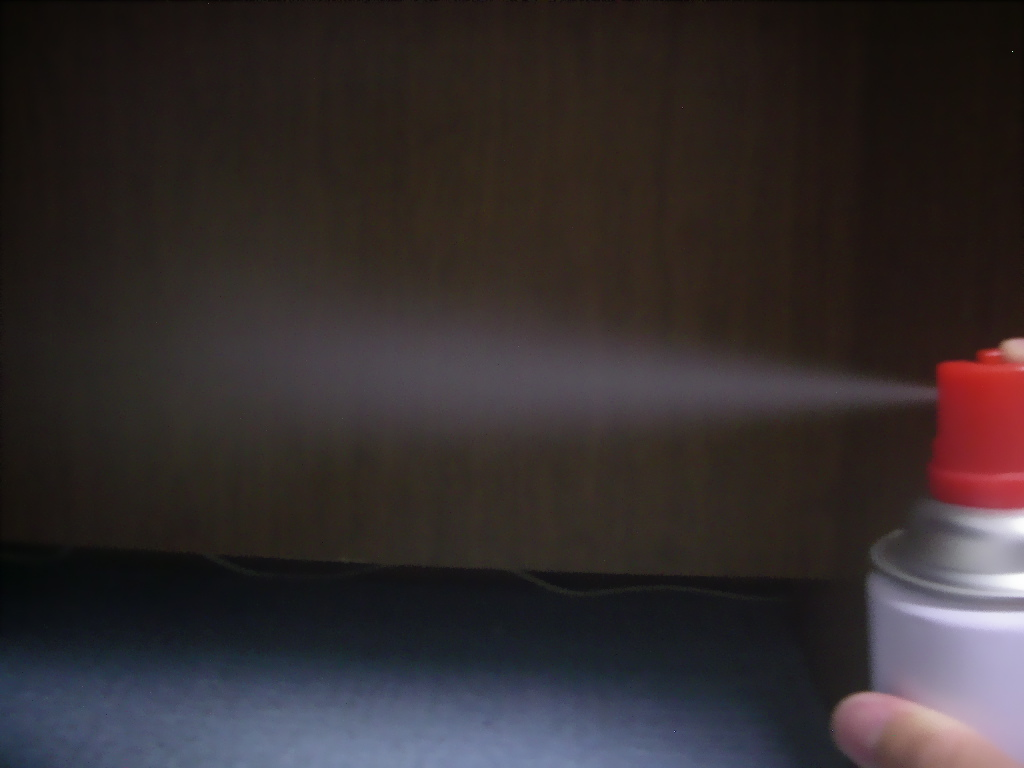
噴射状態

キンチョールは、大日本除虫菊（金鳥）から発売されている家庭用殺虫剤。1934年の発売以来、今日まで発売され続けるロングセラー商品である。

## 概要
1934年（昭和9年）に、小型噴霧器専用の液体殺虫剤として発売開始される。ネーミングの由来は「金鳥」と「オイル」を掛け合わせたもので、当時は液体を噴霧器で害虫に直射するタイプのものだった。
現在発売されている、一般的なエアゾールタイプは1952年（昭和27年）から発売開始。日本初のエアゾール式殺虫剤はキンチョールである。2017年3月には、蚊取り線香等と共に殺虫剤として初めて日本化学会認定の化学遺産に登録された。液体タイプは、家庭用は1980年代前半まで生産されていたが、業務用に関しては現在も生産されている。

## 効能
- ハエ成虫
- カ成虫
- ゴキブリ
- ノミ
- ナンキンムシ
- イエダニ
- クモ

などの除去に効果がある。
有効成分は、ピレスロイド（d-T80-フタルスリン、d-T80-レスメトリン）である。但し、1965年頃までは除虫菊由来のピレトリンを主成分としていた。

## ラインナップ
家庭用殺虫剤
- キンチョール（レギュラータイプ）【防除用医薬部外品】 - 同社ジェット式エアゾール比、同容量で3倍長く使える。ジャスミンの香り。
- キンチョール ローズの香り【防除用医薬部外品】 - レギュラータイプのキンチョールの香料をバラの香りに切り替えたもの。成分・効果はレギュラーと同じ。通称「ピンクのキンチョール」
- キンチョール ハエ・蚊ハンター【防除用医薬部外品】 - 油性ジェットタイプ
- 水性キンチョールジェット【防除用医薬部外品】 - 虫にきびしく、人にやさしい水性ジェットタイプ。放射距離は「キンチョール」比3倍であるが、総放射時間は同容量の「キンチョール」比1/3である。また原液量も同容量の「キンチョール」より少ない。マイクロエマルジョン技術により、分離しにくい為、缶を振らずに噴射できる。水性ではあるが、溶剤としてケロシンが使用されている。噴霧が床に落ちると滑りやすくなるので注意を要する。
- カメムシキンチョール（家屋用）
- ムカデキンチョール
- アリキンチョール
- イヤな虫キンチョール - 「イヤな虫専用キンチョール」の改良品。ムカデ、ケムシ、ヤスデ、クモ、クロアリ、シロアリ、ダンゴムシ、ガ、ハチ（スズメバチを除く）、アブ、カメムシ等、計34種類の不快害虫に有効なジェットタイプ。殺虫成分に、速効性のd-T80-フタルスリンと、残効性のシフルトリンを配合し、害虫に直接噴射で撃退はもちろん、通り道に予めスプレーしておけば害虫の侵入を防ぐ。直接噴射はもちろん2ウェイノズルで狭い隙間にもラクラク噴射できる。廃棄の際に便利なガス抜きボタン付き。
- 園芸用キンチョールE【農薬】 - ※発売元は住友化学園芸

業務用殺虫剤
- キンチョール液【防除用医薬部外品】 - 一斗缶入り(噴射器付き)
- キンチョールD【防除用医薬部外品】 - 商品名表記は「金鳥 プロ用ハエ･カ駆除剤」
- プロ用キンチョールT【防除用医薬部外品】 - トコジラミ（ナンキンムシ）、ゴキブリ、ノミ、イエダニ、マダニの駆除用。
- カメムシ用キンチョール乳剤
- 園芸用キンチョールE（生産農家用）【農薬】 - ※発売元はJA全農

虫よけスプレー
- 虫よけキンチョールDF パウダーイン【防除用医薬部外品】
- 虫よけキンチョールDF パウダーフリー【防除用医薬部外品】
- 虫よけキンチョール パウダーイン ローズの香り【防除用医薬部外品】
- 虫よけキンチョール パウダーイン シトラスミントの香り【防除用医薬部外品】

生産完了品
- キンチョール【医薬部外品】 - 瓶入り、現在の業務用「キンチョール液」
- キンチョールエアゾール【医薬部外品】 - 現在の「キンチョール」
- キンチョールu【医薬部外品】 - ニオイの少ないタイプ
- 無臭性キンチョール【医薬部外品】 - 上記製品の改良品。寝室や子供部屋に便利な180ml×3本パックもラインナップされていた。180ml×3本パックを除き「水性キンチョール（無臭性）」へ継承。
- 水性キンチョール【医薬部外品】 - 「キンチョールジェット」へ継承。発売当初は無臭性のみであったが、1年程遅れてレギュラー（ジャスミンの香り）も発売された。同時に新ロゴが制定された。さらに1年後には無臭性もレギュラー同様のパッケージデザインとなり、内容液もマイクロエマルジョン技術により分離しにくく、缶を振らずに噴射できるよう改良された。
- キンチョールパウダー【医薬部外品】 - ノミ用（ペットに直接使用する製品ではない）
- ダニキンチョール（タタミ用・カーペット用）【医薬部外品】 - タタミ用はキャップを外しロックを解除して缶を逆さにしそのまま畳に押し当てると針が畳の中に挿入され薬剤が畳内部に噴射される。カーペット用は缶を直立にしてボタンを数秒押し側面のブラシに液をしみ込ませた後、缶側面のブラシでカーペット表面に塗布する。（水平状態でボタンを押すとガスだけが出るので注意を要する。）
- ダニキンチョールK【医薬部外品】 - 上記2製品を一本化。畳内部への使用方法は従来の「タタミ用」同様だが、カーペットに使用する際は針をロックし、キャップをしたまま缶を直立にし、レバーボタンを下に押して液をブラシにしみ込ませた後、ブラシでカーペット表面に塗布する。ブラシ位置が缶を水平にした際、商品名の下に来るよう移動された。
- ダニキンチョール20【医薬部外品】 - カーペット表面へは直接スプレーする方式となった。これにより畳・フローリング表面にも同様の方法で処理できるようになった。また、異常繁殖したダニの直接駆除も可能となった。直接スプレーする場合は針をロックし、キャップをしたままレバーボタンを下に押す。
- ダニキンチョールW【防除用医薬部外品】 - 新規有効成分アミドフルメトにより、ピレスロイド抵抗性ダニにも有効。畳の中へ処理する為の針は付属しない。
- ケムシキンチョール - 樹上のケムシを落としやすいよう、薬剤は上向きに噴射される。（正面の保護カバーを外し、青いボタンを押すと薬液が上方へ噴射される。）使用方法が特異的であった為売れ行きが悪く発売から数年で生産完了。代替製品は「アリキンチョール」である。なお、本剤は農薬としては使用できない。あくまでも家庭用である。
- アミ戸用キンチョール - 「虫コナーズ　窓ガラス・アミ戸用スプレー」へ継承
- イヤな虫専用キンチョール - 「イヤな虫キンチョール」へ継承
- コバエキンチョール - 「コバエコナーズスプレー　キッチン用」へ継承
- クモ用キンチョールジェット - 「クモ用ハンター」へ継承
- ハチ・アブ用キンチョールジェット - 「ハチの巣を作らせない ハチ・アブ用ハンター」へ継承
- 巣退治用アリキンチョール（家庭用） - 屋外専用で、お庭の植物にやさしい水性乳剤。（農薬としては使用できない。）薄めずに、アリの巣や通り道に散布する。発売当初は同社トイレ消臭液「コロンZ」と共通の容器を使用していた。タケダ園芸（当時、後の住化タケダ園芸、現：住友化学園芸）でも「アリアトール液」の商品名で販売されていた。「アリがいなくなるシャワー液」（住友化学園芸では、「アリアトール 巣ごとシャワー」の商品名で販売）へ継承。
- 園芸用キンチョール【農薬】
- 園芸用キンチョールS【農薬】
- カメムシキンチョール（業務用）- 折りたたみ式ノズル付（ノズルを水平に起こした状態でのみ噴射可）
- 巣退治用アリキンチョール（業務用） - そのまま散布できる500ml入り、散布器具に移して使用する18ℓ入りがあった。どちらも薄めずに、アリの巣や通り道に散布する。屋外専用で、お庭の植物にやさしい水性乳剤。（農薬としては使用できない。）「アリがいなくなる液剤」へ継承。
- 虫よけキンチョール【医薬部外品】
- 虫よけキンチョール パウダーイン【防除用医薬部外品】
- 金鳥DDT
- 金鳥GHQ

他

## テレビCM
- キンチョールのCMは、民間放送が始まった1951年から放送が開始された。1960年代後半からタレントによるCMを開始し、コミカルな演出で話題になったり流行語になる作品も少なくない。この手法は他の金鳥製品CMにも生かされている（蚊取線香を除く）。これまで製作されたCMは一貫して電通関西支社が制作している。
- CMの最後には「これらの商品は使用上の注意をよく読んで正しくお使いください。」のテロップと喚起音が流れていたが、2014年度放送分からそれらが廃止された。

### 流行語・決め台詞の一例
- ルーチョンキ（1969年）
- ハエのムサシは死んだのさ（1973年）
- トンデレラ、シンデレラ（1977年）
- ハエハエカカカ、キンチョール、よろしいんじゃないですか（1981年）
- ムシムシコロコロ、キンチョール（1985年）
- つまらん!お前の話はつまらん!（2002年）
- キンチョリンコ（2010年）
- これ、日本を代表する殺虫スプレーやね（2017年 - 2022年）

## CMキャラクター（2022年9月現在）
現在のCMキャラクター
（該当なし）
過去のCMキャラクター
- 平田隆夫とセルスターズ（1973年）
- 桜井センリ（ハナ肇とクレージーキャッツ）
- 小川真由美
- 研ナオコ
- 山田隆夫・吉川桂子
- 郷ひろみ
- 柄本明（郷と共演）
- 横山やすし（郷と共演）
- 藤田元司（郷と共演）
- 中村雅俊
- 小松方正（中村と共演）
- 間寛平・そのまんま東（中村と共演）
- 坂東三津五郎 (10代目)
- 萩原健一
- 竹村健一・加納典明
- 草彅剛（SMAP）
- 髙嶋政宏・高嶋政伸
- 風間杜夫・斎藤洋介（2000年）
- 大滝秀治・岸部一徳（2002年）
- 豊川悦司
- 井川遥
- 松本人志（ダウンタウン）
- 山瀬まみ
- 尾木直樹（2014年、山瀬と共演）
- 香川照之（2017年4月 - 2022年8月31日）

他多数